# Sierra de los Tuxtlas

Karte Mexikos mit der Sierra de los Tuxtlas

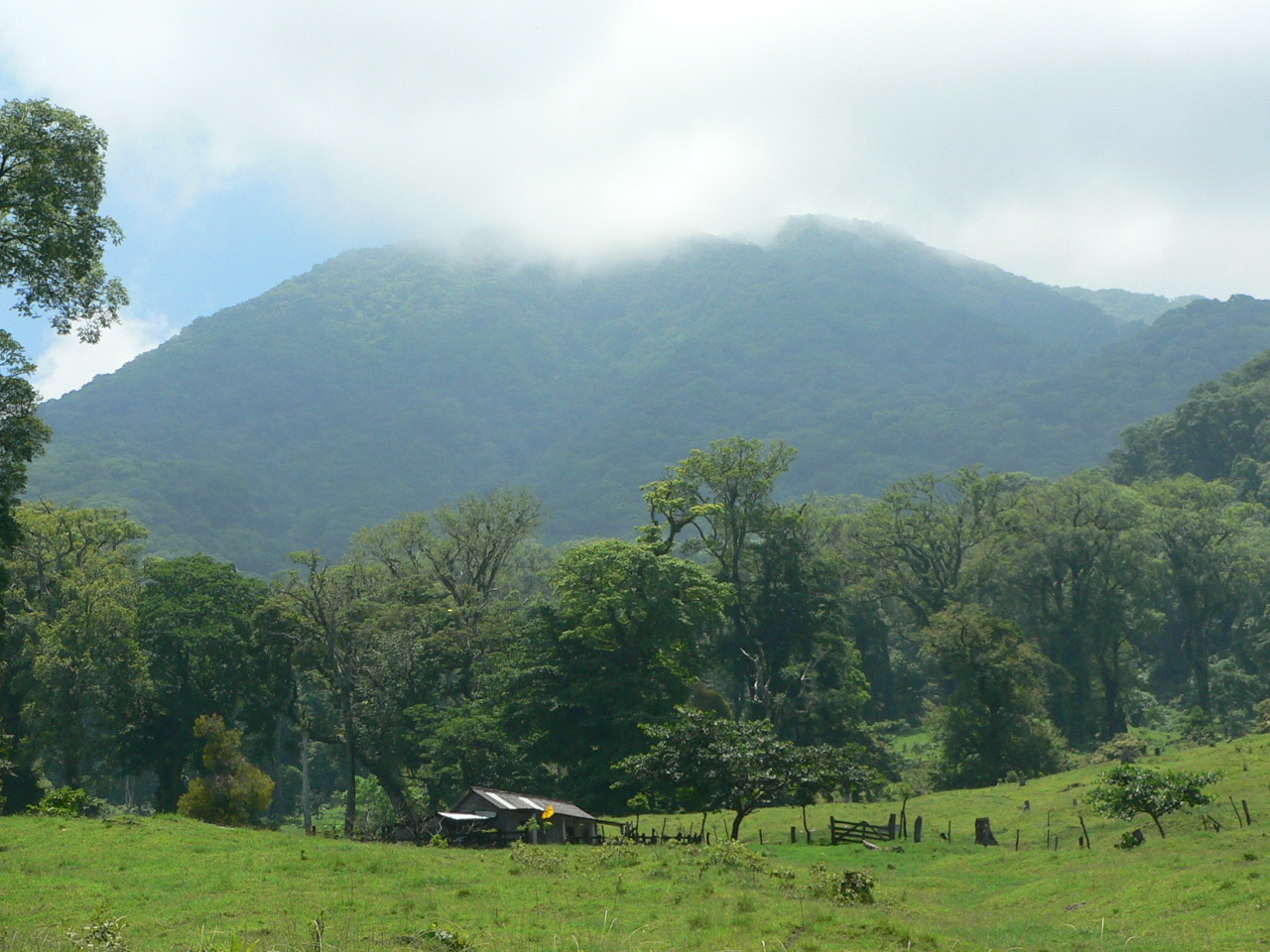
Vulkan San Martin Tuxtla, Los Tuxtlas, Veracruz, Mexiko

Die Sierra de Los Tuxtlas (Tuxtla-Gebirge) ist ein isoliert liegender und vergleichsweise kleiner Gebirgszug vulkanischen Ursprungs an der mexikanischen Golfküste.

## Etymologie
Das Nahuatl-Wort Tuxtla stammt vom aztekischen Tochtlan ab, welches ‚Ort der Kaninchen‘ bedeutet. Das Stadtwappen von San Andrés Tuxtla zeigt eines davon.

## Geographie
Der Gebirgszug erstreckt sich im mexikanischen Bundesstaat Veracruz entlang der Küste des Golfes von Mexiko ungefähr auf 18° nördlicher Breite. Zu seinen bis zu etwa 1700 m hohen Gipfeln gehören die Vulkane Santa Marta (800 m) und San Martin Tuxtla (1690 m). Letzterer ist ein Schildvulkan, dessen Gipfel einen Durchmesser von einem Kilometer hat, und der einzige Vulkan der Bergkette, der auch in jüngerer Zeit (1664 und 1793) noch aktiv war. Zu den kleineren Vulkanen der Sierra de Los Tuxtlas gehören der San Martin Pajapan (1160 m) und der Cerro El Vigía (1074 m). Verstreut über die gesamte Bergkette finden sich darüber hinaus unzählige kleinere Schlackenkegel. Die Vulkane der Sierra de Los Tuxtlas sind gut 250 km vom Transmexikanischen Vulkangürtel und etwa 330 km vom Zentralamerikanischen Vulkangürtel entfernt.

## Geschichte
Zur Zeit der Olmeken lieferte die Sierra de Los Tuxtlas jene kugelförmigen Basaltsteine, aus denen die Kolossalköpfe von La Venta, San Lorenzo Tenochtitlan und Tres Zapotes entstanden. Während die beiden anderen Zentren olmekischer Kultur längst untergegangen waren, ist einzig in Tres Zapotes eine ununterbrochene Besiedlung bis etwa 1000 n. Chr. nachweisbar. Mitte des 15. Jahrhunderts gehörte die Gegend zum Einflussbereich der Azteken; um 1520/25 kamen die spanischen Conquistadoren auch in diese Gegend und gründeten u. a. die Städte Santiago Tuxtla und San Andrés Tuxtla, die zum Herrschaftsgebiet von Hernán Cortés, dem Marqués del Valle de Oaxaca, gehörten.

## Los Tuxtlas Naturreservat
Die Flanken der Vulkane San Martin Tuxtla und Santa Marta sind im oberen Bereich mit neotropischer Vegetation bedeckt. Weiter unten wurden die Wälder abgeholzt, um Weiden für die Viehwirtschaft zu schaffen und die Natur ist auch weiterhin durch die rasant wachsende Bevölkerung der Region gefährdet. Um größeren Schaden zu verhindern, wurde 1998 ein Gebiet von ca. 1551 km² von der mexikanischen Regierung zur Reserva de la Biosfera erklärt und steht somit unter Naturschutz. Dazu gehört sowohl die Reserva Biosfera Volcan de San Martin, die sich entlang der Küste etwa von Roca Partida im Nordwesten bis kurz vor La Barra im Südosten erstreckt als auch die Reserva Ecológica Nanciyaga, die mit dem Lago Catemaco den drittgrößten See Mexikos einschließt. Zum Schutzgebiet gehören Mangrovensümpfe und der Tehuantepec-Regenwald. Berühmt ist die Gegend aber auch durch ortsansässige Heiler (Curanderos oder Brujos), die Naturheilmittel und Rituale bei der Behandlung der Hilfesuchenden einsetzen.